# Quảng Thành Tử
Quảng Thành Tử (广成子; 廣成子; Guǎngchéngzǐ; Kuang ch'eng-tzu) là một thần tiên trong truyền thuyết Đạo giáo Trung Quốc, xuất hiện lần đầu trong Nam Hoa kinh, nhưng các hình tượng hiện đại của nhân vật này phần lớn là xuất phát từ tiểu thuyết Phong thần diễn nghĩa của Hứa Trọng Lâm.

## Nguồn gốc

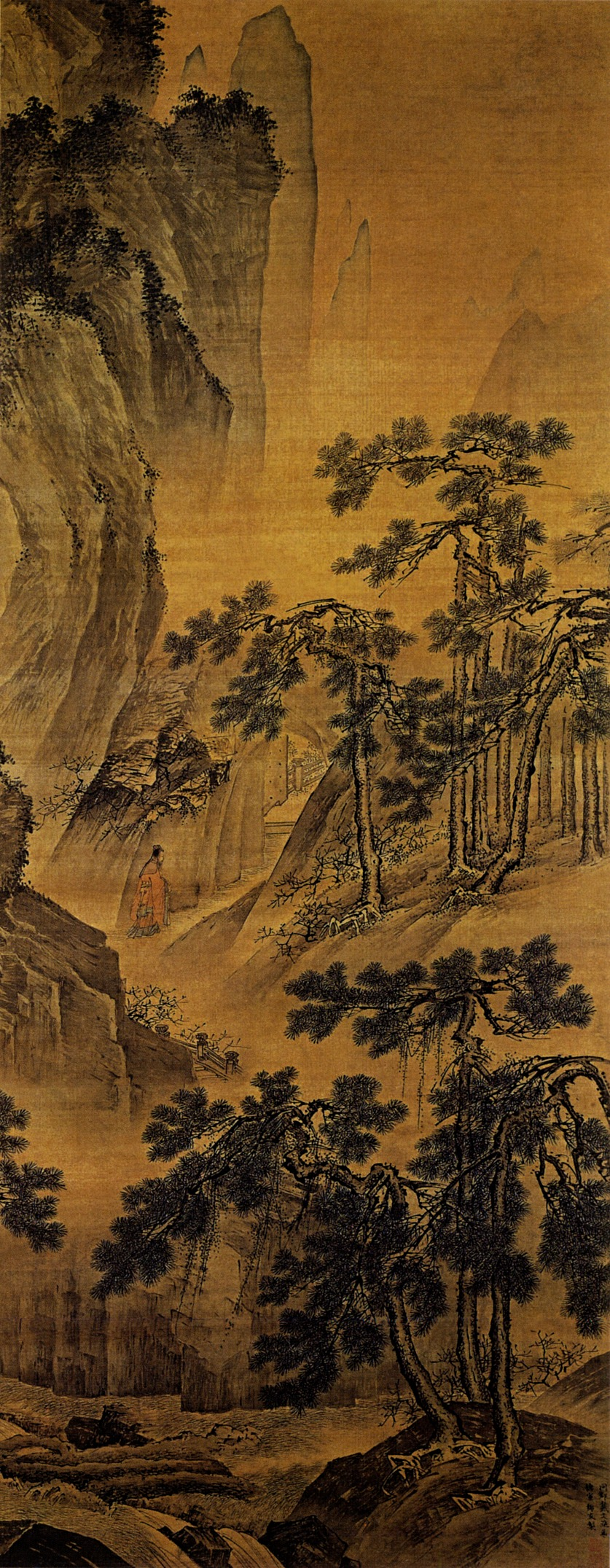
Hỏi đạo tại động thiên, Đái Tiến, lưu tại Bảo tàng Cố cung, miêu tả Hoàng Đế hỏi đạo Quảng Thành Tử